# Pila de níquel i hidrur metàl·lic

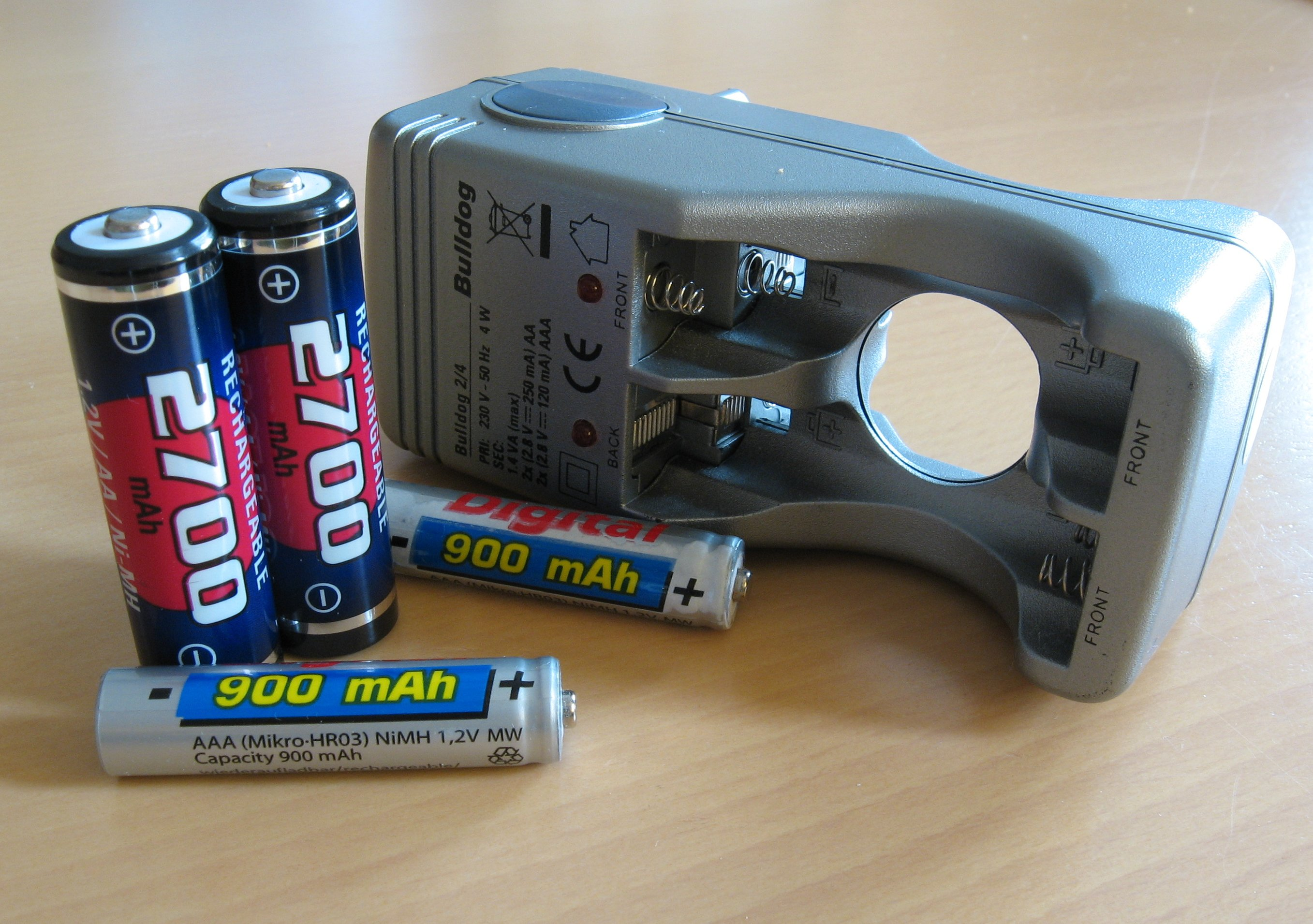
Carregador i piles de níquel i hidrur metàl·lic.

Una pila de níquel i hidrur metàl·lic (abreujat, Ni-MH) és un tipus de pila o bateria elèctrica recarregable en què l'electròlit és alcalí, l'ànode és un compost de níquel i el càtode és un aliatge metàl·lic capaç d'absorbir hidrogen.
Medi ambientSón similars a les de níquel i cadmi, però més respectuoses amb el medi ambient, ja que no contenen aquest darrer element, especialment tòxic.
CapacitatPoden magatzemar un 30 % més que les piles de Ni-Cd.
CarregadorsEn principi, requereixen un tipus específic de carregadors, ja que els de les piles de Ni-Cd no són compatibles. Tanmateix, ja hi ha al mercat carregadors ambivalents.
AplicacionsSón útils en electrònica recreativa perquè els seus electrodes es poden soldar sense problemes.
Exemples d'úsÉs el tipus de bateria que porta l'automòbil híbrid Prius.
Efecte memòriaLa disminució del voltatge degut a descàrregues repetides pot passar, però és reversible mitjançant repetides recàrregues.